# Вацлав Бенда (футболіст)
Вацлав Бенда (чеськ. Václav Benda, нар. 20 квітня 1907 — пом. ?) — чехословацький футболіст, що грав на позиції воротаря. Відомий виступами за команду «Вікторія» (Жижков), у складі якої ставав чемпіоном Чехословаччини.

## Життєпис
З 1925 по 1941 роки виступав у складі клубу «Вікторія» (Жижков). У 1928 році здобув з командою історичну перемогу у чемпіонаті Чехословаччини. «Вікторія» перервала гегемонію клубів «Спарти» і «Славії». Клуб із Жижкова жодного разу не програв прямим конкурентам (зі «Славією» зіграли 2:2 і 4:3, зі «Спартою»  — 5:3 і 1:1) і заслужено став чемпіоном.
Влітку 1928 року «Вікторія», як чемпіон Чехословаччини, взяла участь в Кубку Мітропи, престижному міжнародному турнірі для найсильніших команд Центральної Європи. В 1/4 фіналу чехословацький клуб зустрічався з представником Югославії клубом «Граджянскі» (Загреб). Несподівано поступившись у Загребі 2:3, «Вікторія» взяла упевнений реванш вдома — 6:1. У півфіналі суперником команди з Жижкова став віденський «Рапід». Команди обмінялись мінімальними перемогами — 4:3 і 2:3, тому для виявлення переможця був призначений додатковий матч, перемогу в якому здобули більш досвідчені австрійці — 1:3. Бенда зіграв в усіх п'яти матчах турніру.
Наступного сезону «Вікторія» стала другою у чемпіонаті, але здобула перемогу в Кубку Середньої Чехії, перегравши у фіналі з рахунком 3:1 «Лібень». Ще одну перемогу в Середньочеському кубку Бенда святкував у 1933 році, коли клуб із Жижкова переміг у фіналі празьку «Спарту» з рахунком 2:1.
У 1934 році грав у склад збірної Праги у поєдинку проти збірної Відня, що завершився нічиєю 3:3.
У 1934 році Бенда з «Вікторією» вилетів у нижчий дивізіон, де команда провела два роки, повернувшись у 1936 році. Наступні роки клуб тримався в еліті чемпіонату Чехословаччини, а з 1939 року в чемпіонаті Богемії, коли від'єдналась Словаччина. Вацлав грав у команді до 1941 року.
Загалом у складі «Вікторії» Бенда зіграв у першій лізі 142 матчі.

## Титули і досягнення
- Чемпіон Чехословаччини : 1927-28
- Срібний призер чемпіонату Чехословаччини: 1928-29
- Бронзовий призер чемпіонату Чехословаччини: 1925, 1925-26, 1929-30, 1930-31
- Володар кубка Середньої Чехії: 1929, 1933

## Статистика виступів

### Статистика виступів у Кубку Мітропи
| №                      | Розіграш               | Стадія                 | Дата та місце проведення | Команда 1              | Рахунок | Команда 2           | Голи |
| ---------------------- | ---------------------- | ---------------------- | ------------------------ | ---------------------- | ------- | ------------------- | ---- |
| 1                      | 1928                   | 1/4                    | 26.08.1928, Загреб       | Граджянскі (Загреб)    | 3:2     | Вікторія (Жижков)   |      |
| 2                      | 1928                   | 1/4                    | 2.09.1928, Прага         | Вікторія (Жижков)      | 6:1     | Граджянскі (Загреб) |      |
| 3                      | 1928                   | 1/2                    | 8.09.1928, Прага         | Вікторія (Жижков)      | 4:3     | Рапід (Відень)      |      |
| 4                      | 1928                   | 1/2                    | 16.09.1928, Відень       | Рапід (Відень)         | 3:2     | Вікторія (Жижков)   |      |
| 5                      | 1928                   | 1/2                    | 23.09.1928, Відень       | Рапід (Відень)         | 3:1     | Вікторія (Жижков)   |      |
| Всього у кубку Мітропи | Всього у кубку Мітропи | Всього у кубку Мітропи | Всього у кубку Мітропи   | Всього у кубку Мітропи | 5       |                     | 0    |